# رابرت بورن (بازیکن فوتبال)
رابرت بورن (انگلیسی: Robert Bourne؛ زادهٔ ۱۰ سپتامبر ۱۹۹۸) بازیکن فوتبال اهل بریتانیا است.
از باشگاه‌هایی که در آن بازی کرده‌است می‌توان به باشگاه فوتبال بری اشاره کرد.